# Хименес, Тринидад
Тринида́д Химе́нес Гарси́я-Эрре́ра (исп. Trinidad Jiménez García-Herrera; род. 4 июня 1962, Малага) — испанский политик, член Испанской социалистической рабочей партии. С апреля 2009 по октябрь 2010 года занимала пост министра здравоохранения и социального развития в кабинете Сапатеро. До этого Хименес работала в должности государственного секретаря по делам Ибероамерики в министерстве иностранных дел Испании. С 2010 по декабрь 2011 года Тринидад Хименес занимала должность министра иностранных дел и международного сотрудничества Испании.

## Биография
Тринидад Хименес — дочь судьи Верховного суда Испании Хосе Хименеса Вильярехо и двоюродная сестра министра юстиции Испании Альберто Руис-Гальярдона. Получила юридическое образование в Мадридском автономном университете. В 1984 году она вступила в Испанскую социалистическую рабочую партию. В 1990—1992 годах Хименес работала в Экваториальной Гвинее, в частности, на юридическом факультете университета Баты. Отвечая за международные связи с Америкой в секретариате ИСРП, до 1997 года Хименес также работала советником Фелипе Гонсалеса. В 2001 году Хименес была избрана вице-президентом Партии европейских социалистов. В 2003 году Хименес выдвинула свою кандидатуру на пост мэра Мадрида.